# Чемпионат мира по волейболу среди мужских клубных команд 2012
8-й чемпионат мира по волейболу среди мужских клубных команд прошёл с 13 по 19 октября 2012 года в Дохе (Катар) с участием 8 команд. Чемпионский титул в 4-й раз подряд выиграл «Трентино» (Тренто, Италия).

## Команды-участницы
«Эр-Райян» (Доха, Катар) — команда страны-организатора;
«Зенит» (Казань, Россия) — победитель Лиги чемпионов ЕКВ 2012;
«Аль-Араби» (Доха, Катар) — победитель чемпионата Азии среди клубных команд 2012;
«Сада Крузейро» (Белу-Оризонти, Бразилия) — победитель чемпионата Южной Америки среди клубных команд 2012;
«Замалек» (Каир, Египет) — победитель чемпионата Африки среди клубных команд 2012;
«Тигрес УАНЛ» (Монтеррей, Мексика) — представитель NORCECA;
«Скра» (Белхатув, Польша) — по приглашению организаторов (2-й призёр Лиги чемпионов ЕКВ 2012);
«Трентино» (Тренто, Италия) — по приглашению организаторов (победитель предыдущего турнира;

## Система проведения чемпионата
8 команд-участниц на предварительном этапе были разбиты на две группы. 4 команды (по две лучшие из групп) вышли в плей-офф и по системе с выбыванием определили призёров чемпионата. За победы 3:0 и 3:1 начислялось по 3 очка, за победы 3:2 — 2 очка, за поражения 2:3 — 1 очко. За поражения 0:3 и 1:3 очки не начислялись.

## Предварительный этап
В скобках в колонках В (выигрыши) — число побед со счётом 3:2, в колонках П (поражения) — поражений 2:3.

### Группа A
| М | Команда         | 1   | 2   | 3   | 4   | И | В     | П     | С/П | О |
| - | --------------- | --- | --- | --- | --- | - | ----- | ----- | --- | - |
| 1 | «Трентино»      |     | 3:2 | 3:2 | 3:0 | 3 | 3 (2) | 0     | 9:4 | 7 |
| 2 | «Сада Крузейро» | 2:3 |     | 3:1 | 3:0 | 3 | 2     | 1 (1) | 8:4 | 7 |
| 3 | «Эр-Райян»      | 2:3 | 1:3 |     | 3:0 | 3 | 1     | 2 (1) | 6:6 | 4 |
| 4 | «Тигрес УАНЛ»   | 0:3 | 0:3 | 0:3 |     | 3 | 0     | 3     | 0:9 | 0 |

13 октября: «Сада Крузейро» — «Тигрес УАНЛ» 3:0 (25:17, 25:13, 25:18); «Трентино» — «Эр-Райян» 3:2 (22:25, 25:18, 23:25, 25:17, 15:9).
14 октября: «Трентино» — «Тигрес УАНЛ» 3:0 (25:15, 25:15, 25:20); «Сада Крузейро» — «Эр-Райян» 3:1 (25:20, 23:25, 25:16, 25:22).
16 октября: «Трентино» — «Сада Крузейро» 3:2 (25:23, 24:26, 26:24, 19:25, 21:19); «Эр-Райян» — «Тигрес УАНЛ» 3:0 (25:13, 25:17, 25:18).

### Группа В
| М | Команда     | 1   | 2   | 3   | 4   | И | В     | П     | С/П | О |
| - | ----------- | --- | --- | --- | --- | - | ----- | ----- | --- | - |
| 1 | «Скра»      |     | 3:2 | 3:1 | 3:0 | 3 | 3 (1) | 0     | 9:3 | 8 |
| 2 | «Зенит»     | 2:3 |     | 3:1 | 3:0 | 3 | 2     | 1 (1) | 8:4 | 7 |
| 3 | «Аль-Араби» | 1:3 | 1:3 |     | 3:0 | 3 | 1     | 2     | 5:6 | 3 |
| 4 | «Замалек»   | 0:3 | 0:3 | 0:3 |     | 3 | 0     | 3     | 0:9 | 0 |

13 октября: «Скра» — «Замалек» 3:0 (27:25, 25:19, 28:26).
14 октября: «Зенит» — «Аль-Араби» 3:1 (25:22, 25:22, 29:31, 25:18).
15 октября: «Аль-Араби» — «Замалек» 3:0 (25:19, 25:16, 25:20); «Скра» — «Зенит» 3:2 (21:25, 25:23, 17:25, 25:19, 15:10).
17 октября: «Зенит» — «Замалек» 3:0 (25:13, 25:19, 25:14); «Скра» — «Аль-Араби» 3:1 (25:17, 25:17, 16:25, 25:17).

## Плей-офф

### Полуфинал
18 октября
«Трентино» — «Зенит» 3:0 (25:14, 25:20, 25:14)
«Сада Крузейро» — «Скра» 3:2 (25:21, 23:25, 27:25, 23:25, 15:9)

### Матч за 3-е место
19 октября
«Скра» — «Зенит» 3:2 (25:18, 18:25, 15:25, 26:24, 15:11)

### Финал
| 19 октября 2012 | \| «Трентино» (Тренто) \| 3:0 fivb.org \| «Сада Крузейро» (Белу-Оризонти) \| \| Матей Казийски (17) Эмануэле Бирарелли (5) Османи Хуанторена (14) Рафаэль Оливейра (3) Митар Цуритис (4) Ян Штокр (17) Андреа Бари (л) Массимо Колачи (л) Филиппо Ланца Маттео Бургшталер \| Голы \| Дуглас Кордейро (8) Маурисио Боргес (2) Виллиам Аржона Валласе де Соуза (12) Маркос Асасио (8) Филипе Феррас (8) Сержиньо (л) Даниэл Граминьоли Ядьер Санчес Сьерра (1) Йоанди Леаль Рожерио Силва \| | Доха «Эспайр Лэйдис Спорт Холл» Зрителей: 3000 |
| Счёт по партиям — 25:18, 25:15, 29:27. Время матча — 1 час 26 минут. Судьи: Ибрахим ан-Наама, Лю Чжан                                                                                     | | |
| «Трентино» (Тренто) | 3:0 fivb.org | «Сада Крузейро» (Белу-Оризонти) |
| Матей Казийски (17) Эмануэле Бирарелли (5) Османи Хуанторена (14) Рафаэль Оливейра (3) Митар Цуритис (4) Ян Штокр (17) Андреа Бари (л) Массимо Колачи (л) Филиппо Ланца Маттео Бургшталер | Голы | Дуглас Кордейро (8) Маурисио Боргес (2) Виллиам Аржона Валласе де Соуза (12) Маркос Асасио (8) Филипе Феррас (8) Сержиньо (л) Даниэл Граминьоли Ядьер Санчес Сьерра (1) Йоанди Леаль Рожерио Силва |

## Итоги

### Положение команд
| «Трентино» (Тренто)             |
| «Сада Крузейро» (Белу-Оризонти) |
| «Скра» (Белхатув)               |
| 4. «Зенит» (Казань)             |
| 5—6. «Эр-Райян» (Доха)          |
| 5—6. «Аль-Араби» (Доха)         |
| 7—8. «Замалек» (Каир)           |
| 7—8. «Тигрес УАНЛ» (Монтеррей)  |

### Призёры
«Трентино» (Тренто): Матей Казийски, Джакомо Синтини, Эмануэле Бирарелли, Османи Хуанторена, Рафаэль Виейра ди Оливейра, Николай Учиков, Филиппо Ланца, Митар Цуритис, Массимо Колачи, Ян Штокр, Андреа Бари, Маттео Бургшталер. Главный тренер — Радостин Стойчев.
  «Сада Крузейро» (Белу-Оризонти): Даниэл Граминьоли, Дуглас Кордейро, Маурисио Боргес Алмейда Силва, Тулио Ногейра, Уильям Аржона, Уоллес, Йоанди Леаль Идальго, Ядьер Санчес Сьерра, Маркос Винисиус де Соуза Леал Асасио, Рожерио Силва, Сержио Луис Ногейра (Сержиньо), Филипе Феррас. Главный тренер — Марсело Мендес.
  «Скра» (Белхатув): Мариуш Влязлый, Даниэль Плиньски, Витзе Койстра, Кароль Клос, Константин Чупкович, Деян Винчич, Павел Войцки, Михал Винярски, Александар Атанасиевич, Павел Заторски, Йослейдер Кала Джерардо, Михал Бонкевич. Главный тренер — Яцек Навроцки.

### Индивидуальные призы
MVP: Османи Хуанторена («Трентино»)
Лучший нападающий: Ян Штокр («Трентино»)
Лучший блокирующий: Эмануэле Бирарелли («Трентино»")
Лучший на подаче: Уоллес («Сада Крузейро»)
Лучший на приёме: Сержиньо («Сада Крузейро»)
Лучший связующий: Уильям Аржона («Сада Крузейро»)
Лучший либеро: Сержиньо («Сада Крузейро»)
Самый результативный: Александар Атанасиевич («Скра»)